# Brokdorfská jaderná elektrárna
Brokdorfská jaderná elektrárna (německy Kernkraftwerk Brokdorf) je uzavřenou jadernou elektrárnou v Německu. Nachází se Šlesvicku-Holštýnsku v zemském okrese Steinburg na pravém břehu Labe, 55 km severozápadně od Hamburku. Elektrárna zahájila svůj provoz v roce 1986 a jde tak o jednu z prvních uvedených jaderných elektráren do provozu po havárii v Černobylu. Šlo také o druhý nejvýkonnější jaderný reaktor v Německu, výkonnější byl již jen Isar-2. Jediný reaktor jaderné elektrárny byl navždy vyřazen z provozu 31. prosince 2021 v důsledku německé politiky předčasného vyřazení jaderných elektráren. V prosinci 2023 společnost PreussenElektra oznámila, že chce přeměnit bývalou jadernou elektrárnu na potenciálně evropské největší bateriové úložiště. Elektrárnu z 20 % vlastní Vattenfall a z 80 % PreussenElektra.

## Historie a technické informace

### Počátky
V listopadu 1973 společnost Nordwestdeutsche Kraftwerke AG oznámila, že si zvolila lokalitu Brokdorf jako místo pro výstavbu plánované jaderné elektrárny. Ve stejném měsíci byla založena protijaderná občanská iniciativa, která požadovala, aby výstavba nebyla zahájena. O stavební a provozní povolení bylo zažádáno v srpnu 1974 a v listopadu 1974 se ve Wilsteru konalo jednání o jaderném právu, které však úřady po čtyřech dnech předčasně zrušily bez úplného projednání otázek.

### Výstavba
Stavební práce začaly v roce 1975. Výstavba reaktoru byla zahájena 1. ledna 1976. První částečná jaderná licence následovala v roce 1976. Od listopadu 1976 probíhaly demonstrace protijaderného hnutí proti výstavbě, které postupem času eskalovaly. Kvůli jaderné elektrárně došlo i k soudnímu sporu. V prosinci 1976 nařídil správní soud ve Šlesvicku dočasné zastavení stavby do doby, než bude vyjasněna otázka, zda je stavební povolení zákonné. Po čtyřletém zmrazení stavby bylo na konci roku 1980 oznámeno, že stavba bude pokračovat poté, co lüneburský vrchní správní soud potvrdil, že již stavba již není zastavená a druhé částečné stavební povolení bylo uděleno dne 19. února 1981. Poté byly ohlášeny větší protesty a okresní správce v Itzehoe vydal zákaz demonstrací. Dne 28. února 1981 se v Brokdorfu ve Wilstermarsch konala dosud největší demonstrace proti jaderné energii v NSR s asi 100 000 lidmi. Části demonstrace se marně snažilo zabránit kolem 10 000 policistů. Při násilných nepokojích bylo zraněno 128 policistů a přibližně stejný počet demonstrantů, policie zajistila různé druhy zbraní. Nakonec bylo soudem shledáno, že zákaz demonstrace byl protiústavní.
Po jaderné havárii v Černobylu se v Německu 7. června 1986 konaly dvě celostátní rozsáhlé demonstrace; jedna proti budované elektrárně Wackersdorf a druhá proti budované jaderné elektrárně Brokdorf. Obě velké demonstrace byly úřady oficiálně zakázány. Přesto na obou místech demonstrovaly statisíce lidí. Docházelo k masivním střetům. Druhý den se v Hamburku konala protestní demonstrace proti policejním opatřením. Později byly zákazy demonstrací opět klasifikovány jako protiústavní.

### Uvedení do provozu
Reaktor elektrárny Brokdorf byl připojen k síti 14. října 1986 a uveden do komerčního provozu 22. prosince 1986. Jednalo se o tlakovodní čtyřsmyčkový reaktor o hrubém výkonu 1480 MW a čistém výkonu 1410 MW. Původně byl čistý výkon 1307 MW. Model reaktoru pod označením KWU PWR-1300 pocházel od Kraftwerk Union. Podle všeho šlo o první jadernou elektrárnu, která byla uvedena po Černobylu. Před Brokdorfem, dne 18. května 1986 byl do sítě připojen reaktor Catawba-2 ve Spojených státech, ale šlo o druhý blok tamní elektrárny, proto je jako první považován Brokdorf, protože má pouze jeden blok a jeho připojením k síti byla uvedena do provozu celá elektrárna. Dne 5. března 2007 byl uveden do provozu mezisklad jaderného odpadu se 100 místy pro kontejnery. Dne 24. dubna 2010 propukla demonstrace o velikosti přibližně 100 tisíc lidí proti jaderným elektrárnám Brokdorf, Brunsbüttel a Krümmel. V roce 2006 získala souhlas ke zvýšení tepelného výkonu.
Před rokem 2011 bylo zamýšleno provozovat jadernou elektrárnu do roku 2036. To se však změnilo po havárii elektrárny Fukušima Dajiči, kdy došlo k vážné jaderné havárii klasifikované stupněm INES-7. Poté byl jako termín předčasné odstávky stanoven konec roku 2021.
Provozovatel elektrárny, společnost Preussenelektra koncem roku 2017 požádala o odstavení a rozebrání reaktoru po jeho bezpečném odstavení po skončení provozu. Očekává se, že proces vyřazování z provozu potrvá nejméně 15 let. V posledním roku života elektrárna fungovala 8 760 hodin, což je nejvíce za celou životnost reaktoru. Nedošlo k žádné neplánované odstávce a nebyla uvolněna žádná radioaktivita do okolního prostředí.

## Informace o reaktoru
| Reaktor    | Typ reaktoru | Výkon   | Výkon   | Zahájení výstavby | Připojení k síti | Uvedení do provozu | Uzavření     |
| Reaktor    | Typ reaktoru | Čistý   | Hrubý   | Zahájení výstavby | Připojení k síti | Uvedení do provozu | Uzavření     |
| ---------- | ------------ | ------- | ------- | ----------------- | ---------------- | ------------------ | ------------ |
| Brokdorf-1 | KWU PWR-1300 | 1410 MW | 1480 MW | 1. 1. 1976        | 14. 10. 1986     | 22. 12. 1986       | 31. 12. 2021 |